# Consolida pubescens
Consolida pubescens är en ranunkelväxtart som först beskrevs av Dc., och fick sitt nu gällande namn av Soó. Consolida pubescens ingår i släktet åkerriddarsporrar, och familjen ranunkelväxter. Inga underarter finns listade i Catalogue of Life.

## Bildgalleri

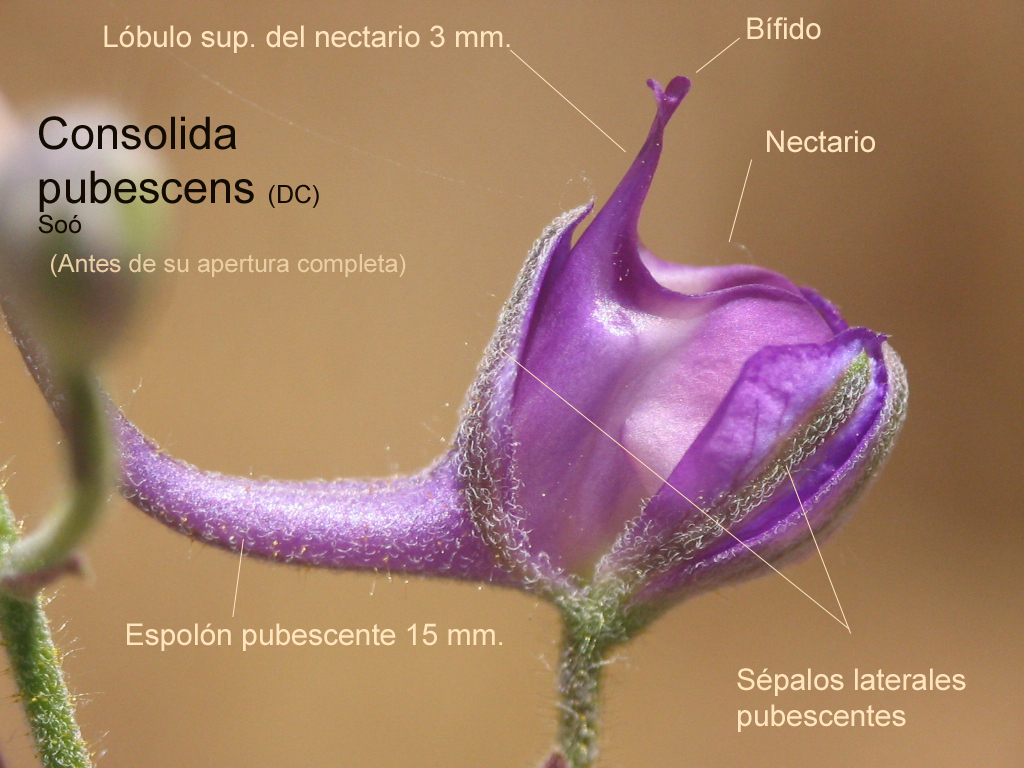
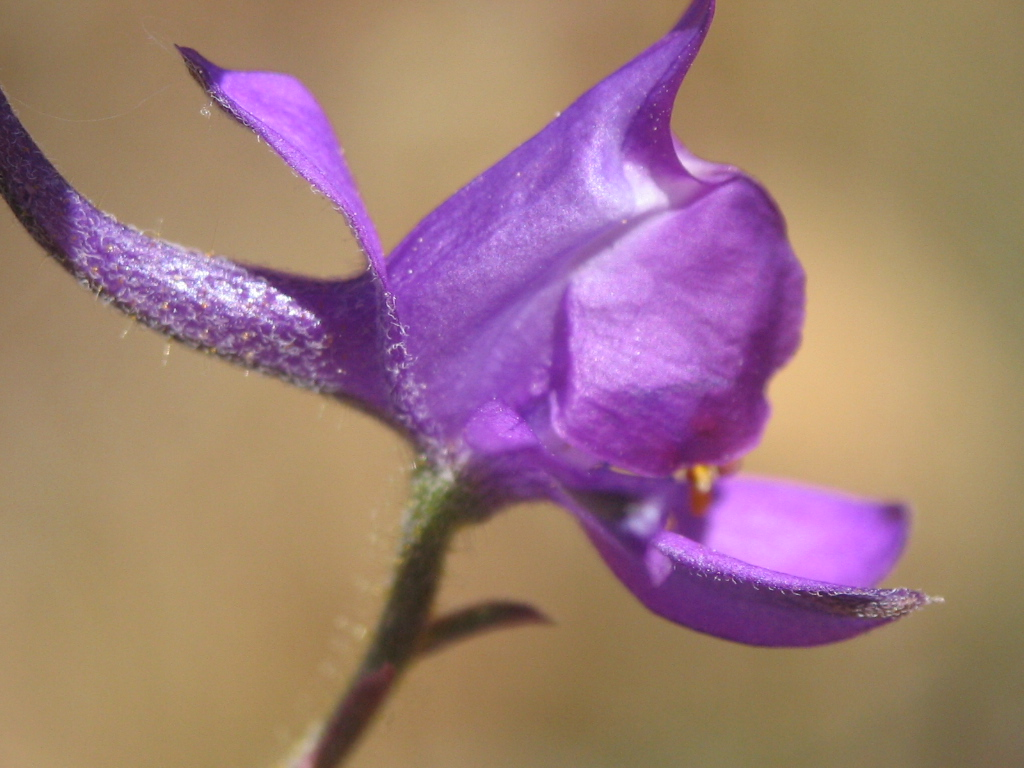
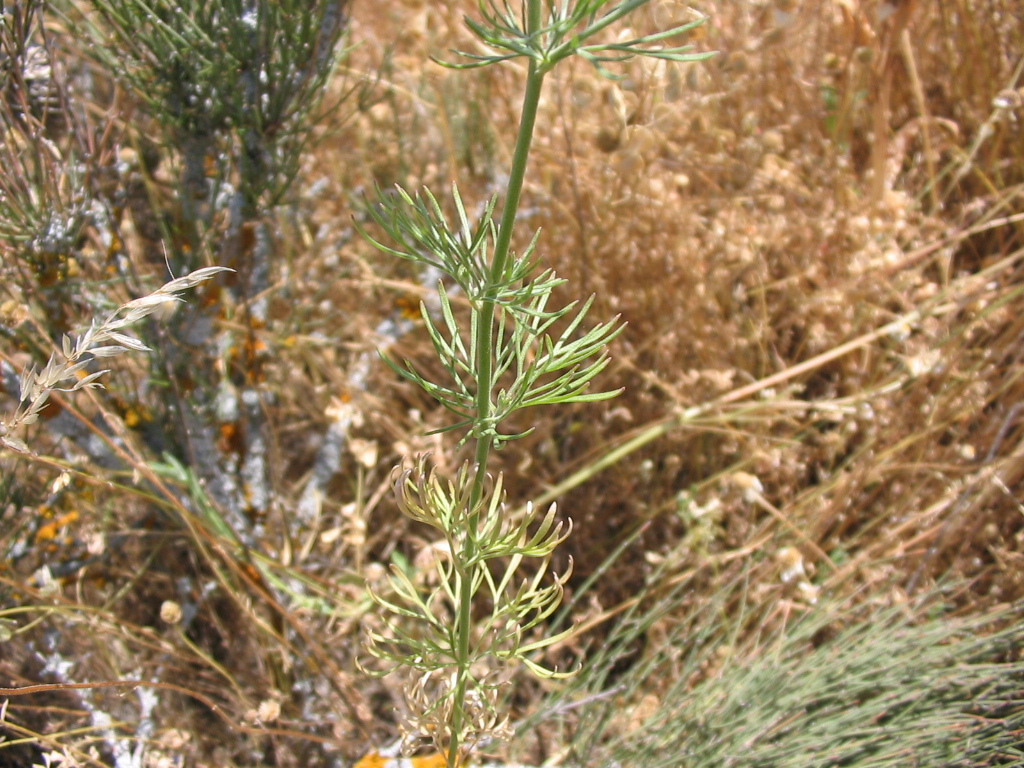